# Saint-Crépin-Ibouvillers
Saint-Crépin-Ibouvillers är en kommun i departementet Oise i regionen Hauts-de-France i norra Frankrike. Kommunen ligger i kantonen Méru som tillhör arrondissementet Beauvais. År 2018 hade Saint-Crépin-Ibouvillers 1 390 invånare.

## Befolkningsutveckling
Antalet invånare i kommunen Saint-Crépin-Ibouvillers
| Referens: INSEE |